# Aphis medicaginis
Aphis medicaginis är en insektsart som beskrevs av Koch 1854. Aphis medicaginis ingår i släktet Aphis och familjen långrörsbladlöss. Inga underarter finns listade i Catalogue of Life.